# Hadena ruptilinea
Hadena ruptilinea là một loài bướm đêm trong họ Noctuidae.